# Pablo Zendrera Tomás
Pablo Zendrera Tomás   (Barcelona, 1924 - Barcelona, 6 d'abril de 2020), va ser un editor català. Fill de l'editor autodidacta Josep Zendrera i Fecha, va estudiar Intendència Mercantil a l'Escola Industrial del carrer Urgell. Va entrar a la casa editorial del seu pare, Editorial Joventut i va ser el seu conseller en cap entre el 1948 i el 1995. Entre 1923 i 1995, l'editorial va publicar uns deu mil llibres en català, gallec i castellà. La Federació de Gremis d'Editors d'Espanya li va atorgar l'«Homenatge Liber 2012» en reconeixement de la seva trajectòria al món de l'edició.